# Мунтжак на Рузвелт
Мунтжак на Рузвелт (Muntiacus rooseveltorum) е вид бозайник от семейство Еленови (Cervidae).

## Разпространение
Видът е разпространен в Лаос.